# Garoua-Sambé
Garoua-Sambé est un village du Cameroun dans la Commune de Batouri situé dans la région de l'Est et dans le département de la Kadey.

## Climat
Il y a un climat équatorial chaud et humide de type guinéen classique avec deux saisons de pluies et de deux saisons sèches.

## Population
Les 1 061 habitants sont répartis entre 492 hommes et 569 femmes. Dans cette zone, on retrouve les groupes ethniques Kako, Gbaya, Yanguelé, Foulbés, Bororos en grand nombre. 

## Économie
L’agriculture représente 51% de l'activité pratiquée dans le village. Les principales cultures pratiquées par les populations sont : le manioc, l’igname, l’arachide, le maïs, la patate, la banane douce.